# La Coma (Riells del Fai)
La Coma és un paratge del terme municipal de Bigues i Riells, al Vallès Oriental, dins del territori del poble de Riells del Fai.
Està situat al nord-oest de Riells del Fai, a ponent de la Vall Blanca i al costat sud-oest de la Roca Roja. De fet, la part occidental d'aquesta roca delimita pel nord la Coma. A la Coma hi havia hagut un camp de pràctiques de tir al plat, actualment en desús.